# Silviu Lung

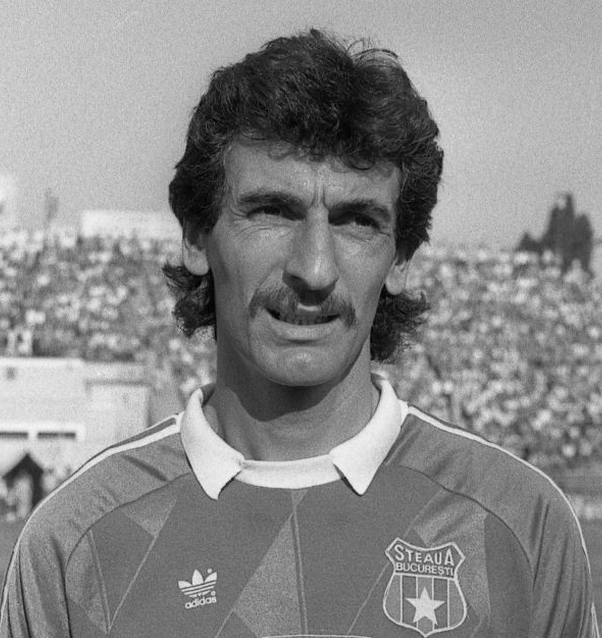

Silviu Lung (nacido el 9 de septiembre de 1956, en Sânmiclăuş, Satu Mare, Rumania) es un exfutbolista rumano, que jugaba como portero. Debutó en la primera liga rumana con el Universitatea Craiova, en 1974. Jugó catorce temporadas con el Craiova, ganando el título dos veces. En 1988 fue fichado por el Steaua Bucarest, ganando su tercer título en su primera temporada ahí. Jugó en la final de la Copa de Europa de 1989, perdida ante el AC Milan. Después de la revolución anticomunista rumana, jugó un año para el equipo español CD Logroñés. Regresó al "U" Craiova en 1992 y se retiró del fútbol profesional en 1994.
Lung jugó 77 partidos en la selección de fútbol de Rumania, entre 1979 y 1993. Fue parte de la selección rumana que jugó en la Eurocopa 1984, y también de la que jugó en el Mundial de fútbol de Italia de 1990.
Lung tiene dos hijos que juegan como porteros de fútbol profesionales, Tiberiu y Silviu. Silviu Lung Jr. juega actualmente en el Universitatea Craiova.
- Datos: Q941402
- Multimedia: Silviu Lung / Q941402